# 米哈伊洛沃农村居民点
米哈伊洛沃农村居民点（俄语：Михайловское сельское поселение）是俄罗斯联邦伊万诺沃州尤里耶韦茨区所属的一个农村居民点。其下辖有67个居民点，行政中心为米哈伊洛沃。据2016年统计，该农村居民点的人口为1175人。